# Real Madrid Club de Fútbol 2025-2026
Questa voce raccoglie le informazioni riguardanti il Real Madrid Club de Fútbol nelle competizioni ufficiali della stagione 2025-2026.

## Stagione
Questa è per il Real Madrid la 95ª apparizione nel massimo campionato spagnolo, non essendo mai retrocesso in serie cadetta.
Dal precedente Mondiale per club, la guida tecnica della squadra è passata a Xabi Alonso, che sostituisce il partente Carlo Ancelotti, nuovo CT della nazionale brasiliana. L'ex centrocampista, tra le altre, proprio dei Blancos arriva dall'esperienza da allenatore del Bayer Leverkusen, con cui aveva vinto da imbattuto la Bundesliga nel 2024 ed aveva raggiunto, nello stesso anno, la finale di Europa League, perdendola.

## Divise e sponsor
|  | Casa | Trasferta | Terza divisa | 1ª portiere | 2ª portiere |

## Rosa
Dal sito internet ufficiale della società.
| N. |                        | Ruolo | Calciatore                        |
| -- | ---------------------- | ----- | --------------------------------- |
| 1  | Belgio (bandiera)      | P     | Thibaut Courtois                  |
| 2  | Spagna (bandiera)      | D     | Daniel Carvajal (capitano)        |
| 3  | Brasile (bandiera)     | D     | Éder Militão                      |
| 4  | Austria (bandiera)     | D     | David Alaba                       |
| 5  | Inghilterra (bandiera) | C     | Jude Bellingham                   |
| 6  | Francia (bandiera)     | C     | Eduardo Camavinga                 |
| 7  | Brasile (bandiera)     | A     | Vinícius Júnior                   |
| 8  | Uruguay (bandiera)     | C     | Federico Valverde (vice capitano) |
| 9  | Brasile (bandiera)     | A     | Endrick                           |
| 10 | Francia (bandiera)     | A     | Kylian Mbappé                     |
| 11 | Brasile (bandiera)     | A     | Rodrygo                           |
| 12 | Inghilterra (bandiera) | D     | Trent Alexander-Arnold            |
| 13 | Ucraina (bandiera)     | P     | Andrij Lunin                      |

| N. |                      | Ruolo | Calciatore          |
| -- | -------------------- | ----- | ------------------- |
| 14 | Francia (bandiera)   | C     | Aurélien Tchouaméni |
| 15 | Turchia (bandiera)   | C     | Arda Güler          |
| 16 | Spagna (bandiera)    | A     | Gonzalo García      |
| 17 | Spagna (bandiera)    | D     | Raúl Asencio        |
| 18 | Spagna (bandiera)    | D     | Álvaro Carreras     |
| 19 | Spagna (bandiera)    | C     | Dani Ceballos       |
| 20 | Spagna (bandiera)    | D     | Fran García         |
| 21 | Marocco (bandiera)   | C     | Brahim Díaz         |
| 22 | Germania (bandiera)  | D     | Antonio Rüdiger     |
| 23 | Francia (bandiera)   | D     | Ferland Mendy       |
| 24 | Spagna (bandiera)    | D     | Dean Huijsen        |
| 26 | Spagna (bandiera)    | P     | Fran González       |
| 30 | Argentina (bandiera) | C     | Franco Mastantuono  |

## Calciomercato

### Sessione estiva(dal 01/07 al 31/08)
| Acquisti         | Acquisti           | Acquisti    | Acquisti                  |
| R.               | Nome               | da          | Modalità                  |
| ---------------- | ------------------ | ----------- | ------------------------- |
| D                | Álvaro Carreras    | Benfica     | definitivo (50 milioni €) |
| C                | Franco Mastantuono | River Plate | definitivo (45 milioni €) |
| Altre operazioni |                    |             |                           |
| R.               | Nome               | da          | Modalità                  |
| C                | Reinier            | Granada     | fine prestito             |
| A                | Álvaro Rodríguez   | Getafe      | fine prestito             |

| Cessioni         | Cessioni             | Cessioni         | Cessioni                         |
| R.               | Nome                 | a                | Modalità                         |
| ---------------- | -------------------- | ---------------- | -------------------------------- |
| D                | Jesús Vallejo        |                  | svincolato                       |
| D                | Lucas Vázquez        |                  | svincolato                       |
| C                | Luka Modrić          |                  | svincolato                       |
| C                | Reinier              | Atlético Mineiro | definitivo                       |
| Altre operazioni |                      |                  |                                  |
| R.               | Nome                 | a                | Modalità                         |
| D                | Rafael Obrador       | Benfica          | definitivo (5 milioni €)         |
| C                | Mario Martín Rielves | Getafe           | prestito con diritto di riscatto |
| A                | Víctor Muñoz         | Osasuna          | definitivo (5 milioni €)         |
| A                | Álvaro Rodríguez     | Elche            | definitivo (2 milioni €)         |

### Sessione invernale(dal 02/01/26 al 02/02/26)
| Acquisti         | Acquisti         | Acquisti         | Acquisti         |
| R.               | Nome             | da               | Modalità         |
| Altre operazioni | Altre operazioni | Altre operazioni | Altre operazioni |
| ---------------- | ---------------- | ---------------- | ---------------- |

| Cessioni         | Cessioni         | Cessioni         | Cessioni         |
| R.               | Nome             | a                | Modalità         |
| Altre operazioni | Altre operazioni | Altre operazioni | Altre operazioni |
| ---------------- | ---------------- | ---------------- | ---------------- |

## Risultati

### Primera División

#### Girone di andata
| Arbitro: | Cordero Vega |

|                   |           |  |
| Mbappé 51’ (rig.) | Marcatori |  |

| Oviedo 24 agosto 2025, ore 21:30 CEST 2ª giornata | Real Oviedo | – referto | Real Madrid | Carlos Tartiere |

| Madrid 30 agosto 2025, ore 21:30 CEST 3ª giornata | Real Madrid | – referto | Maiorca | Santiago Bernabéu |

| San Sebastián 14 settembre 2025 4ª giornata | Real Sociedad | – referto | Real Madrid | Reale Arena |

| Madrid 21 settembre 2025 5ª giornata | Real Madrid | – referto | Espanyol | Santiago Bernabéu |

| Valencia 24 settembre 2025 6ª giornata | Levante | – referto | Real Madrid | Ciutat de València |

| Madrid 28 settembre 2025 7ª giornata | Atlético Madrid | – referto | Real Madrid | Riyadh Air Metropolitano |

| Madrid 5 ottobre 2025 8ª giornata | Real Madrid | – referto | Villarreal | Santiago Bernabéu |

| Getafe 19 ottobre 2025 9ª giornata | Getafe | – referto | Real Madrid | Coliseum Alfonso Pérez |

| Madrid 26 ottobre 2025 10ª giornata | Real Madrid | – referto | Barcellona | Santiago Bernabéu |

| Madrid 2 novembre 2025 11ª giornata | Real Madrid | – referto | Valencia | Santiago Bernabéu |

| Vallecas 9 novembre 2025 12ª giornata | Rayo Vallecano | – referto | Real Madrid | Campo de Fútbol de Vallecas |

| Elche 23 novembre 2025 13ª giornata | Elche | – referto | Real Madrid | Manuel Martínez Valero |

| Gerona 30 novembre 2025 14ª giornata | Girona | – referto | Real Madrid | Montilivi |

| Madrid 7 dicembre 2025 15ª giornata | Real Madrid | – referto | Celta Vigo | Santiago Bernabéu |

| Vitoria-Gasteiz 14 dicembre 2025 16ª giornata | Alavés | – referto | Real Madrid | Mendizorrotza |

| Madrid 21 dicembre 2025 17ª giornata | Real Madrid | – referto | Siviglia | Santiago Bernabéu |

| Madrid 4 gennaio 2026 18ª giornata | Real Madrid | – referto | Betis | Santiago Bernabéu |

| Bilbao 11 gennaio 2026 19ª giornata | Athletic Bilbao | – referto | Real Madrid | San Mamés |

#### Girone di ritorno
| Madrid 18 gennaio 2026 20ª giornata | Real Madrid | – referto | Levante | Santiago Bernabéu |

| Vila-real 25 gennaio 2026 21ª giornata | Villarreal | – referto | Real Madrid | Estadio de la Cerámica |

| Madrid 1º febbraio 2026 22ª giornata | Real Madrid | – referto | Rayo Vallecano | Santiago Bernabéu |

| Valencia 8 febbraio 2026 23ª giornata | Valencia | – referto | Real Madrid | Mestalla |

| Madrid 15 febbraio 2026 24ª giornata | Real Madrid | – referto | Real Sociedad | Santiago Bernabéu |

| Pamplona 22 febbraio 2026 25ª giornata | Osasuna | – referto | Real Madrid | El Sadar |

| Madrid 1º marzo 2026 26ª giornata | Real Madrid | – referto | Getafe | Santiago Bernabéu |

| Vigo 8 marzo 2026 27ª giornata | Celta Vigo | – referto | Real Madrid | ABANCA Balaídos |

| Madrid 15 marzo 2026 28ª giornata | Real Madrid | – referto | Elche | Santiago Bernabéu |

| Madrid 22 marzo 2026 29ª giornata | Real Madrid | – referto | Atlético Madrid | Santiago Bernabéu |

| Maiorca 5 aprile 2026 30ª giornata | Maiorca | – referto | Real Madrid | Visit Mallorca Estadi |

| Madrid 12 aprile 2026 31ª giornata | Real Madrid | – referto | Girona | Santiago Bernabéu |

| Siviglia 19 aprile 2026 32ª giornata | Betis | – referto | Real Madrid | Estadio de la Cartuja |

| Madrid 22 aprile 2026 33ª giornata | Real Madrid | – referto | Alavés | Santiago Bernabéu |

| Barcellona 3 maggio 2026 34ª giornata | Espanyol | – referto | Real Madrid | RCDE Stadium |

| Barcellona 10 maggio 2026 35ª giornata | Barcellona | – referto | Real Madrid | Camp Nou |

| Madrid 13 maggio 2026 36ª giornata | Real Madrid | – referto | Real Oviedo | Santiago Bernabéu |

| Siviglia 17 maggio 2026 37ª giornata | Siviglia | – referto | Real Madrid | Ramón Sánchez-Pizjuán |

| Madrid 24 maggio 2026 38ª giornata | Real Madrid | – referto | Athletic Bilbao | Santiago Bernabéu |

### Copa del Rey
| gennaio 2026 Sedicesimi | sconosciuta | – | Real Madrid |  |

### Champions League

#### Fase campionato
| 1ª giornata |  | – |  |  |

| 2ª giornata |  | – |  |  |

| 3ª giornata |  | – |  |  |

| 4ª giornata |  | – |  |  |

| 5ª giornata |  | – |  |  |

| 6ª giornata |  | – |  |  |

| 7ª giornata |  | – |  |  |

| 8ª giornata |  | – |  |  |

### Supercopa de España
| Gedda gennaio 2026 Semifinale | Real Madrid | – | Atlético Madrid | Città dello sport Re Abd Allah |

## Statistiche
Statistiche aggiornate al 19 agosto 2025.

### Statistiche di squadra
| Competizione         | Punti | In casa | In casa | In casa | In casa | In casa | In casa | In trasferta | In trasferta | In trasferta | In trasferta | In trasferta | In trasferta | Totale | Totale | Totale | Totale | Totale | Totale | DR |
| Competizione         | Punti | G       | V       | N       | P       | Gf      | Gs      | G            | V            | N            | P            | Gf           | Gs           | G      | V      | N      | P      | Gf     | Gs     | DR |
| -------------------- | ----- | ------- | ------- | ------- | ------- | ------- | ------- | ------------ | ------------ | ------------ | ------------ | ------------ | ------------ | ------ | ------ | ------ | ------ | ------ | ------ | -- |
| Liga                 | 3     | 1       | 1       | 0       | 0       | 1       | 0       | 0            | 0            | 0            | 0            | 0            | 0            | 1      | 1      | 0      | 0      | 1      | 0      | +1 |
| Coppa del Re         | -     | 0       | 0       | 0       | 0       | 0       | 0       | 0            | 0            | 0            | 0            | 0            | 0            | 0      | 0      | 0      | 0      | 0      | 0      | 0  |
| Champions League     | -     | 0       | 0       | 0       | 0       | 0       | 0       | 0            | 0            | 0            | 0            | 0            | 0            | 0      | 0      | 0      | 0      | 0      | 0      | 0  |
| Supercoppa di Spagna | -     | 0       | 0       | 0       | 0       | 0       | 0       | 0            | 0            | 0            | 0            | 0            | 0            | 0      | 0      | 0      | 0      | 0      | 0      | 0  |
| Totale               | -     | 1       | 1       | 0       | 0       | 1       | 0       | 0            | 0            | 0            | 0            | 0            | 0            | 1      | 1      | 0      | 0      | 1      | 0      | +1 |

### Andamento in campionato
| Giornata  | 1 | 2 | 3 | 4 | 5 | 6 | 7 | 8 | 9 | 10 | 11 | 12 | 13 | 14 | 15 | 16 | 17 | 18 | 19 | 20 | 21 | 22 | 23 | 24 | 25 | 26 | 27 | 28 | 29 | 30 | 31 | 32 | 33 | 34 | 35 | 36 | 37 | 38 |
| --------- | - | - | - | - | - | - | - | - | - | -- | -- | -- | -- | -- | -- | -- | -- | -- | -- | -- | -- | -- | -- | -- | -- | -- | -- | -- | -- | -- | -- | -- | -- | -- | -- | -- | -- | -- |
| Luogo     | C | T | C | T | C | T | T | C | T | C  | C  | T  | T  | T  | C  | T  | C  | C  | T  | C  | T  | C  | T  | C  | T  | C  | T  | C  | C  | T  | C  | T  | C  | T  | T  | C  | T  | C  |
| Risultato | V |   |   |   |   |   |   |   |   |    |    |    |    |    |    |    |    |    |    |    |    |    |    |    |    |    |    |    |    |    |    |    |    |    |    |    |    |    |
| Posizione | 8 |   |   |   |   |   |   |   |   |    |    |    |    |    |    |    |    |    |    |    |    |    |    |    |    |    |    |    |    |    |    |    |    |    |    |    |    |    |

Fonte: (ES) Tabla de clasificación de LALIGA EA SPORTS 2025/26, su laliga.com. URL consultato il 20 agosto 2025.
Legenda:

Luogo: C = Casa; T = Trasferta. Risultato: V = Vittoria; N = Pareggio; P = Sconfitta.

### Statistiche dei giocatori
Sono in corsivo i calciatori che hanno lasciato la squadra a stagione in corso.
| Giocatore           | Liga     | Liga | Liga        | Liga       | Coppa del Re | Coppa del Re | Coppa del Re | Coppa del Re | Champions League | Champions League | Champions League | Champions League | Supercoppa di Spagna | Supercoppa di Spagna | Supercoppa di Spagna | Supercoppa di Spagna | Totale   | Totale | Totale      | Totale     |
| Giocatore           | Presenze | Reti | Ammonizioni | Espulsioni | Presenze     | Reti         | Ammonizioni  | Espulsioni   | Presenze         | Reti             | Ammonizioni      | Espulsioni       | Presenze             | Reti                 | Ammonizioni          | Espulsioni           | Presenze | Reti   | Ammonizioni | Espulsioni |
| ------------------- | -------- | ---- | ----------- | ---------- | ------------ | ------------ | ------------ | ------------ | ---------------- | ---------------- | ---------------- | ---------------- | -------------------- | -------------------- | -------------------- | -------------------- | -------- | ------ | ----------- | ---------- |
| T. Alexander-Arnold | 1        | 0    | 0           | 0          | 0            | 0            | 0            | 0            | 0                | 0                | 0                | 0                | 0                    | 0                    | 0                    | 0                    | 1        | 0      | 0           | 0          |
| Á. Carreras         | 1        | 0    | 0           | 0          | 0            | 0            | 0            | 0            | 0                | 0                | 0                | 0                | 0                    | 0                    | 0                    | 0                    | 1        | 0      | 0           | 0          |
| D. Carvajal         | 1        | 0    | 0           | 0          | 0            | 0            | 0            | 0            | 0                | 0                | 0                | 0                | 0                    | 0                    | 0                    | 0                    | 1        | 0      | 0           | 0          |
| D. Ceballos         | 1        | 0    | 0           | 0          | 0            | 0            | 0            | 0            | 0                | 0                | 0                | 0                | 0                    | 0                    | 0                    | 0                    | 1        | 0      | 0           | 0          |
| T. Courtois         | 1        | -0   | 0           | 0          | 0            | -0           | 0            | 0            | 0                | -0               | 0                | 0                | 0                    | -0                   | 0                    | 0                    | 1        | -0     | 0           | 0          |
| B. Díaz             | 1        | 0    | 0           | 0          | 0            | 0            | 0            | 0            | 0                | 0                | 0                | 0                | 0                    | 0                    | 0                    | 0                    | 1        | 0      | 0           | 0          |
| G. García           | 1        | 0    | 0           | 0          | 0            | 0            | 0            | 0            | 0                | 0                | 0                | 0                | 0                    | 0                    | 0                    | 0                    | 1        | 0      | 0           | 0          |
| A. Güler            | 1        | 0    | 0           | 0          | 0            | 0            | 0            | 0            | 0                | 0                | 0                | 0                | 0                    | 0                    | 0                    | 0                    | 1        | 0      | 0           | 0          |
| D. Huijsen          | 1        | 0    | 0           | 0          | 0            | 0            | 0            | 0            | 0                | 0                | 0                | 0                | 0                    | 0                    | 0                    | 0                    | 1        | 0      | 0           | 0          |
| F. Mastantuono      | 1        | 0    | 0           | 0          | 0            | 0            | 0            | 0            | 0                | 0                | 0                | 0                | 0                    | 0                    | 0                    | 0                    | 1        | 0      | 0           | 0          |
| K. Mbappé           | 1        | 1    | 1           | 0          | 0            | 0            | 0            | 0            | 0                | 0                | 0                | 0                | 0                    | 0                    | 0                    | 0                    | 1        | 1      | 1           | 0          |
| É. Militão          | 1        | 0    | 0           | 0          | 0            | 0            | 0            | 0            | 0                | 0                | 0                | 0                | 0                    | 0                    | 0                    | 0                    | 1        | 0      | 0           | 0          |
| A. Tchouaméni       | 1        | 0    | 0           | 0          | 0            | 0            | 0            | 0            | 0                | 0                | 0                | 0                | 0                    | 0                    | 0                    | 0                    | 1        | 0      | 0           | 0          |
| F. Valverde         | 1        | 0    | 0           | 0          | 0            | 0            | 0            | 0            | 0                | 0                | 0                | 0                | 0                    | 0                    | 0                    | 0                    | 1        | 0      | 0           | 0          |
| Vinícius Júnior     | 1        | 0    | 0           | 0          | 0            | 0            | 0            | 0            | 0                | 0                | 0                | 0                | 0                    | 0                    | 0                    | 0                    | 1        | 0      | 0           | 0          |